# Imperia Online
Imperia Online је масовна вишекорисничка онлајн симулација средњовековног ратовања у реалном времену, развијена од стране бугарске софтверске компаније Империје Онлајн ДОО. Први пут се појављује на мрежи 23. августа 2005. године.. У Империји Онлајн доминира војна стратегија карактеристична за средњи век. Империја Онлајн је преведена на 29 језика и има преко 20 милиона регистрованих корисника. Најпопуларнија верзија игре је Верзија 6, али још увек постоје активни светови у Верзији 5.

## Опис игре
Империја Онлајн је одраз средњовековног света. Тренутна верзија игре је Верзија 6, названа „Великани“, иако још увек постоје на десетине активних светова у Верзији 5. Сваки играч почиње игру као владар неразвијене провинције. Провинција може бити развијена изградњом - а касније надоградњом - различитих економских и војних грађевина, међу којима су грађевине Универзитет и Војни универзитет, где се уз помоћ сировина покрећу кључна истраживања. Регрутовање и обука војних јединица омогућава играчима да нападају друге провинције ради пленидбе њихових сировина, и да се бране од непријатељских напада. Играчи могу да тргују својим сировинама са осталим играчима након што изграде грађевину Пијаце на својој територији. Припајањем нових територија и оснивањем колонија провинција се развија у Царство. Играчи могу међусобно да комуницирају путем личних порука у игри, а имају и могућност да се придруже Савезу како би у војном и економском аспекту сарађивали са другим играчима.

### Први кораци
Неопходно је да се играч региструје (бесплатно) на ImperiaOnline.org, тако што ће навести адресу своје е-поште, корисничко име и лозинку. Доступна је и регистрација путем профила на друштвеној мрежи. Након пријаве на налог, сваки играч прати кораке саветника који даје упутства о различитим модулима у игри, поставља задатке и поклања великодушне награде за успешно извршење истих. Након завршетка свих корака у саветнику, играчу се пружа могућност да испуњава различите мисије чије успешно извршавање утиче на даљи развој провинције. На самом почетку игре или док не достигну 1000 нето економских бодова, играчи могу изабрати активацију „Почетничке заштите“ – седмодневни период током којег не могу бити нападнути.

### Сировине
Сировине су неопходне за развој провинција и обуку јединица. Постоје три врсте - дрво, гвожђе и камен - производе се у грађевинама: Пилана, Рудник гвожђа и Каменолом. Количина произведених сировина може бити увећана подизањем нивоа ове три грађевине за производњу јер се на тај начин стварају нова радна места.
Четврта сировина је злато. Користи се за скоро сваку врсту истраживања, војну обуку као и за развој грађевина. Такође је универзална валута за куповину и продају све три остале врсте сировина. Злато се прикупља кроз порезе, продају сировина на пијаци, опсадама тврђава, каматом на депозит, и као једна од могућих награда из различитих ковчега са поклонима у игри. Ту су и такозване „Специјалне сировине“ које се могу наћи широм света. Постоји више од 50 врста специјалних сировина и њихова основна сврха је давање различитих бонуса који утичу на различите аспекте игре, као што су производња сировина, особине војних јединица, стицање искуства, итд.

### Грађевине
Постоји 29 грађевина које се могу градити и надограђивати у престоници. Изградња и надоградња грађевина обавља се кроз главну грађевину под именом „Градска већница“. Градска већница је грађевина са којом сваки играч започиње игру. Две основне врсте грађевина су раздвојене у колонама „Економија“ и „Војска“. Свака грађевина има посебну функцију. На пример, два универзитета који омогућују развој војних и економских истраживања.

### Провинције
Свака провинција је у почетку мало село над којим играч преузима контролу. Кроз изградњу, истраживања и битке, провинција постепено расте на глобалној мапи. Касније играч припаја нове територије које такође имају статус провинције. Оне се развијају на исти начин као и престоница – граде се грађевине, води се брига о становништву, сировине и војне јединице се користе за развој дате провинције. Постоје неки недостаци које припојене провинције имају у односу на престоницу: на пример Универзитети не могу да се граде на територији провинције, исто важи и за Палату, Генералштаб, Гувернерски штаб, Банку, Чуда и тако даље. Колонизација је један од начина да проширите територију вашег царства на глобалној мапи.

### Савези
Савези су групе играча који деле своје стратешке планове једни са другима. Чланови Савеза заједнички скупљају сировине и улажу их у савезна истраживања која утичу на све чланове, воде ратове, граде савезне грађевине, шире културни и војни утицај на глобалној мапи. Савезници могу да помогну једни другима у економском и војном развоју путем модула за пренос злата. Постоји посебна ранг листа где су савези рангирани на основу укупне суме нето економских бодова свих чалнова.

### Битке
Упркос томе што је направљен са само 4 основне врсте војних јединица, војни модел у Империји Онлајн је детаљан и сложен. Главне категорије јединица су лаке, тешке, елитне и опсадне машине. Систем битке захтева вештину играча и размишљање о тактици, с обзиром да постоји више формација војске које могу одредити крајњи исход битке.
Постоје три врсте напада: битка на пољу, опсада тврђаве и пљачка. У првој наведеној врсти битке шаљу се трупе у борбу само против војске која се налази на пољу противника, без опсаде тврђаве или пљачкања цивилног становништва. Једини профит за нападача су војни бодови за убијене непријатељске јединице и освојени бодови части. Опсада тврђаве се спроводи након успешне битке на пољу за нападача. Успешном опсадом тврђаве плене се сировине. Уколико играч изабере пљачку, његова војска напада цивилно становништво противника. За сваког убијеног становника зарађује се злато. Кажњава се падом части. Шпијунажа је изузетно значајан део војног модела јер доставља играчу информацију о противничком царству што може да буде одлучујући фактор за исход једне битке.

### Великани
Великани се налазе у главној улози истоимене Верзије 6. Они представљају концепт племића – Цар који може стицати искуство и подизати ниво у две различите дисциплине и његов царски двор. Као гувернер једне провинције Цар користи вештине које генерално утичу на производњу сировина и број војске у провинцији. Као генерал Цар стиче вештине које побољшавају његове војне способности. Поред тога, сваки од Великана има урођене таленте, па је пажљив избор царске династије кључ стабилног управљања.

### Победа у свету
До краја 2015. године, победници света одређивали су се путем такмичења Господари света. За време тог такмичења, савези су покушавали да покоре дворце у одређеном свету и да контролишу њихов утицај на глобалној мапи. За победу је било потребно остварити барем 60% утицаја на целој територији мапе за одређено време (у зависности од брзине света). Након одређивања победника ера је завршена.
Почетком 2016. године, све ере у свим световима Империје Онлајн завршавају фиксираних датума који су претходно објављени од система. Победник у одређеном свету је савез који има највећи проценат утицаја тог датума или онај савез који има највећу нето економску вредност уколико ниједан савез није успео да оствари неопходни домет утицаја.

### Глобални догађаји
Глобални догађаји су епски изазови које Империја Онлајн објављује својим играчима. Нове колосалне структуре први пут се појављују у Верзији 6 и за њих су неопходне одређене вештине. Мрачна тврђава и Лобања изобиља су само део нових догађаја који ће ујединити целе светове у циљу уништења ових глобалних непријатеља.

## Развој
У јануару 2005, идеја за игру је осмишљена од стране Доброслава Димитрова, који је одговоран за дизајн игре, и Монија Дочева, који је одговоран за писање кодова овог пројекта.
23. августа 2005. године на мрежи се појављује први свет Империје Онлајн.
2006. године истовремено су покренути светови верзије 2 и верзије 3, паралелно са верзијом 1 нудећи алтернативна правила и игру која ће задовољити различите укусе. Игра је преведена на 12 језика, захваљујући обожаваоцима и администраторима. Исте године је одржан и први турнир Империје Онлајн Инвазија Номада.
2008. године, пуштена је нова верзија игре: верзија 4, која ће касније послужити као прототип верзије 5. Верзија 4 има сложенији и обогаћен гејмплеј, а касније добија значајну визуелни надоградњу, названу верзијом 4А. Исте године, у световима Верзије 4, први пут је проведено епско такмичење Инвазија Номада.
2010. године, лансирана је Верзија 5, Доба Освајања. Уведени су нови визуелни ефекти и модули као и друга раса осим империјана – номади.
2011. године, у световима верзије 5 проводи се турнир Инвазија Номада. Такође, први пут је одржано Светско првенство Империје Онлајн.
2012. године, отворени су Тактички свет и Мега блиц свет, који нуде додатни изазов искуснијим играчима. Верзија 5 Империје Онлајн је прилагођена iOS оперативном систему. Одржано је Светско првенство Империје Онлајн 2012.
2013. године, Империја Онлајн је интегрисана на највећој руској друштвеној мрежи - Одноклассники. Одржано је последње Светско првенство Империје Онлајн у Верзији 5. Верзија 5 је доступна и на Андроид уређајима.
Исте године представљена је Верзија 6 – Великани. Верзија 6 има комплетно нову графику уз проширену и унапређену механику игре и нове модуле (функције), а најинтересантнији међу њима је модул Великана који даје име новој верзији.
2014. године, верзија 6 је интегрисана за iOS и Android уређаје као и на друштвеној мрежи Facebook.
Империја Онлајн је тренутно доступна на 29 језика.

## Турнири
У Империји Онлајн се проводе различити турнири током године. До сада су проведени следећи турнири: Инвазија Номада, Лига шампиона, Рат за превласт и Светско првенство
Победник Светског првенства 2011 и 2012 је бугарски национални тим.
Светско првенство 2013 освојила је репрезентација Хрватске.